# 釋慧日
釋慧日（1291年—1379年），號東溟，浙江天臺山人，俗姓賈，是宋朝宰相賈似道的孫子，為元明時期杭州上天竺寺沙門。

## 生平
慧日法師，幼年志求出家，依止廣嚴寺平山和尚，數年後落髮受具足戒。二十二歲時知道栢子庭和尚於赤城講天臺教法，於是法師前往座下學習，不久便能領略天臺教理大義。讓子庭和尚讚嘆道：「投丸於峻坂不足以喻其機之疾也，吾道藉子其大昌乎！」自此法師更加深研法理不懈，名重一時。
法師後來到上天竺寺親近竹屋淨法師，竹屋圓寂後由湛堂性澄和尚繼任住持，澄和尚很器重慧日法師，一年多後慧日法師便主持吳山聖水寺，元朝至元四年（1338年）主持薦福寺。三年後至正四年（1341年）下天竺寺遇火災，元臣高納麟禮請法師接任修復下竺寺，三年後再遷錫上天竺寺。慧日法師在上天竺寺期間，夙夜精勤不敢懈怠，寺眾都對法師的德行非朱的仰佩敬重。元順帝得知法師的德養道範特賜「慈光妙應普濟」稱號及金襴袈裟，予以表彰。法師在聲望高達之時，急流勇退隱修於會稽山間，沒有人認識法師。後經宰相達識帖睦邇派遣特使，力請法師出山，才二度主持上天竺寺，前後共二十五年。
到了明太祖洪武二年（1369年），奉詔進京參與蔣山佛會，太祖於奉天殿召見滿朝文武及各地高僧，唯慧日法師一人僧臘最久，童顏白眉位居班首。太祖親自問法師超脫生死之道，法師從容以答，令太祖相當滿意，便對殿內僧眾說：「邇來學佛者惟飽餐優游沈薶歲月，如金剛楞伽心經皆攝心之要與，何不研窮其義？今有不通者當質諸白眉法師。」此後，每回太祖召見法師時，都稱慧日法師為「白眉」，不稱法師的法號。
一日，慧日法師與金碧峰禪師等高僧，奉召賜食應供，席間，他向太祖講述天臺宗法要，並講到金陵瓦宮寺是當年智者大師釋講《法華經》之所，應當重建，不宜令其荒廢。太祖聽了就下令在金凌選址重建，以保存瓦官寺的史蹟。
洪武五年（1372年），於鍾山建水陸大法會，命師說毘尼戒，太祖親自率文武百官前往聽法，法會結束返回上天竺寺後便卸除寺中職務，專修彌陀懺法淨業。洪武十二年（1379年）七月，一日夢中見到池中青色蓮花芬芳襲人，醒來後對大眾說：「吾生淨土之祥見矣，於人間世殆不遠乎。」四天後，結跏趺坐合掌圓寂，世壽八十九歲，僧臘七十三歲，十日後全身供奉於上天竺寺西峰的妙應塔。

## 法嗣

### 師長
- 釋平山
- 釋竹屋
- 湛堂性澄

### 弟子
- 釋思濟
- 釋行樞
- 釋允鑑
- 釋允忠
- 釋良謹
- 釋文會
- 釋元秀
- 釋景梵
- 釋普智